# اهمدنوسور
اهمدنوسور (نام علمی: Ohmdenosaurus) نام یک سرده از شاخه طنابداران است.